# モッツォ
モッツォ（伊: Mozzo  ( 音声ファイル)）は、イタリア共和国ロンバルディア州ベルガモ県にある、人口約7,300人の基礎自治体（コムーネ）。

## 地理

### 位置・広がり
ベルガモ県のコムーネ。県都ベルガモから西へ6km、州都ミラノから北東へ41kmの距離にある。

#### 隣接コムーネ
隣接するコムーネは以下の通り。
- ベルガモ
- クルノ
- ポンテ・サン・ピエトロ
- ヴァルブレンボ

### 地震分類
イタリアの地震リスク階級 (it) では、3 に分類される
。

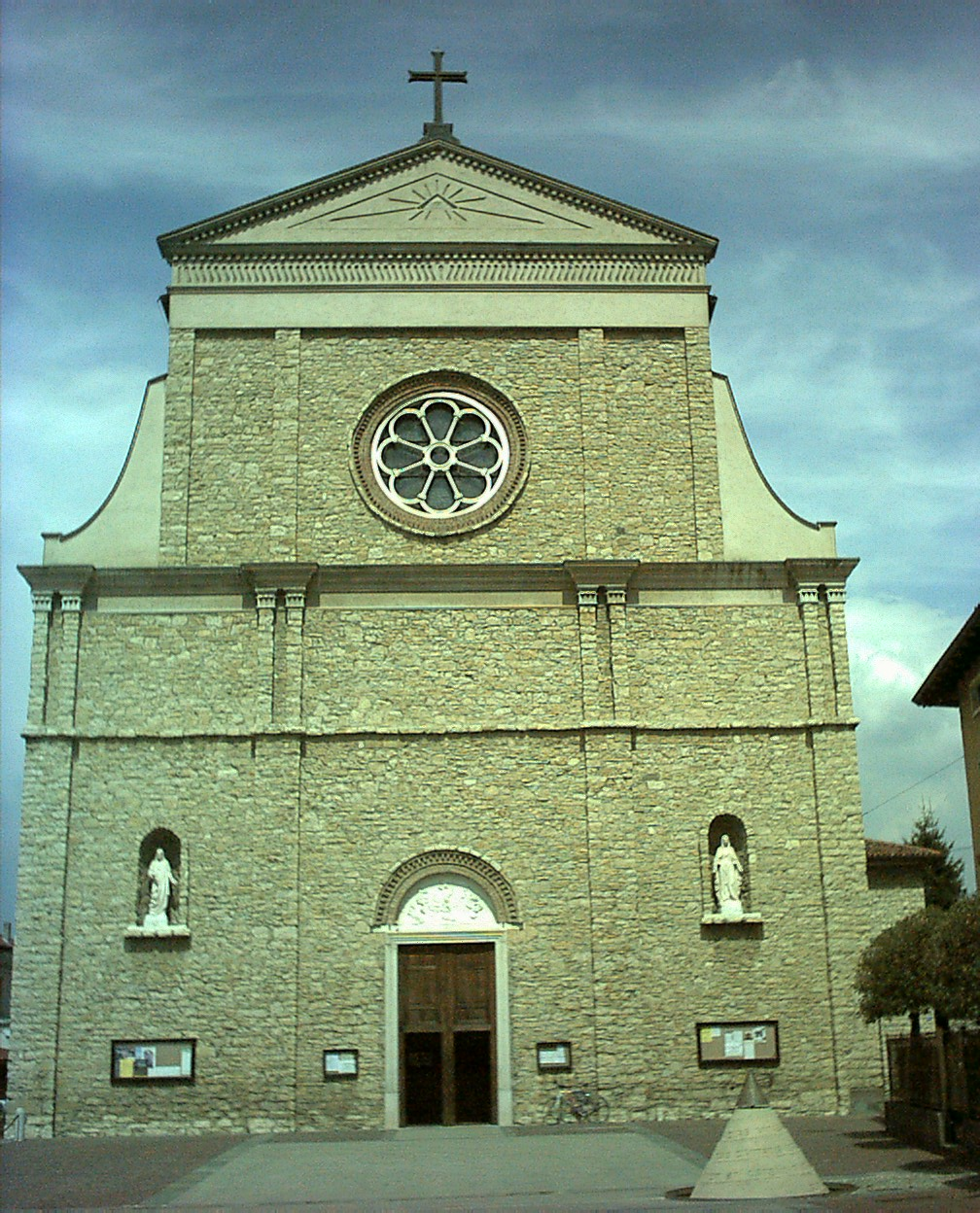
Chiesa parrocchiale

## 行政

### 分離集落
以下の分離集落（フラツィオーネ）がある。
- Borghetto, Dorotina, Pascoletto